# مساحة سطح الجسم
مساحة سطح الجسم (بالإنجليزية: Body surface area)‏ في علم وظائف الأعضاء والطب، هي مساحة السطح المقاسة والمحسوبة لجسم الإنسان. لدواعي سريرية عدة تعتبر مساحة سطح الجسم مؤشرا أفضل للكتلة الأيضية من مؤشر وزن الجسم لأنها أقل تأثرا بالكتلة الدهنية غير السوية.